# Holubov
Holubov – wieś i gmina w Czechach, w powiecie Český Krumlov, w kraju południowoczeskim. Według danych z dnia 1 stycznia 2013 liczyła 1 044 mieszkańców. Położona jest 9 km na północ od Českégo Krumlova i 15 km na południowy zachód od Czeskich Budziejowic.
W miejscowości jest przystanek kolejowy Holubov.